# Alprefektúra-szintű város
Az alprefektúra-szintű város (kínai: 副地级市, pinjin: futicsisi) a Kínai Népköztársaság egyik nem hivatalos közigazgatási egysége. Az alprefektúra-szintű várost hivatalosan megyeszintű városnak tekintik, azonban annál ténylegesen (de facto) nagyobb hatalommal bír, ugyanis a kormányának egy fél szinttel magasabb rangja van, mint az „egyszerű” megyeszintű városnak, viszont alacsonyabb, mint a prefektúraszintű városnak.
A megyeszintű városok a prefektúraszintű városok alá tartoznak törvénykezésileg, az elprefektúra-szintű városok ezzel szemben gyakran (bár nem mindig) közvetlenül a tartományi kormányzás alá tartoznak, a prefektúraszintű közigazgatás beavatkozása nélkül.
Vannak tehát alprefektúra-szintű városok, amelyek nem tartoznak más prefektúra alá közvetlenül. Például: Csijüan (Honan tartomány), Hsziantao, Csiancsiang és Tianmen (Hupej), Sihoce, Tumxuk, Aral és Vucsiacsü (Hszincsiang).
Vannak azonban olyan alprefektúra-szintű városok is, amelyek mégis valamelyik prefektúra alá tartoznak. Például: Golmud (Hajhszi, Csinghaj), Mancsouli (Hulunbuir, Belső-Mongólia).

## Alprefektúra-szintű városok listája
Note
- Vastag: nem tartozik semmilyen prefektúra alá

| Név            | Tartomány      | Népesség (2010) | Terület (km²) | Prefektúra székhelye  |
| -------------- | -------------- | --------------- | ------------- | --------------------- |
| Tiancsang      | Anhuj          | 628 160         | 1208          | Tiancsang város       |
| Csianan        | Hopej          | 728 160         | 1208          | Csianan város         |
| Hszincsi       | Hopej          | 615 919         | 951           | Hszincsi város        |
| Tingcsou       | Hopej          | 1 165 182       | 1274          | Csingfengtian város   |
| Csijüan        | Honan          | 660 000         | 1931          | Csijüan körzet        |
| Hsziantao      | Hupej          | 240 000         | 2538          | Sacuj körzet          |
| Csiancsiang    | Hupej          | 998 525         | 774           | Jünlin körzet         |
| Tianmen        | Hupej          | 1 731 482       | 2004          | Csingling körzet      |
| Sennungcsia    | Hupej          | 76 140          | 3253          | Szungpaj város        |
| Mancsouli      | Belső-Mongólia | 152 473         | 424           | Tungsan körzet        |
| Erenhot        | Belső-Mongólia | 74 197          | 450           | Ulan körzet           |
| Golmud         | Csinghaj       | 215 213         | 123,460       | Kunlunlu körzet       |
| Sihoce         | Hszincsiang    | 640 000         | 460           | Hszincseng körzet     |
| Pejtun         | Hszincsiang    | 76 300          | 910           | Pejtun város          |
| Tiemenkuan     | Hszincsiang    | 50 000          | 590           | Boguqi Bokucsi        |
| Tumhszuk       | Hszincsiang    | 110 000         | 1927          | Csikancsüelej körzet  |
| Aral           | Hszincsiang    | 166 205         | 5258          | Csinjincsuanlu körzet |
| Vucsiacsü      | Hszincsiang    | 72 782          | 710           | Junkenlu körzet       |
| Suangho        | Hszincsiang    | 53 800          | 742           | Hunghszinkerlu körzet |
| Koktala        | Hszincsiang    | 80 000          | 980           | Hszingfulu körzet     |
| Vucsisan       | Hajnan         | 104 122         | 1129          | Csungsan város        |
| Csiunghaj      | Hajnan         | 483 217         | 1693          | Csiacsi város         |
| Vencsang       | Hajnan         | 537 428         | 2485          | Vencsang város        |
| Vanning        | Hajnan         | 545 597         | 1884          | Vencsang város        |
| Tungfang       | Hajnan         | 408 309         | 2256          | Basuo város           |
| Kungji         | Honan          | 807 857         | 1041          | Cecsinglu körzet      |
| Rucsou         | Honan          | 927 934         | 1573          | Mejsan körzet         |
| Tengcsou       | Honan          | 1 468 061       | 2300          | Huacsou körzet        |
| Jungcseng      | Honan          | 1 240 296       | 2068          | Jancsi város          |
| Kungcsingcseng | Csianghszi     | 118 986         | 64            | Csasan körzet         |
| Rujcsin        | Csianghszi     | 618 885         | 2447          | Hszianghu város       |
| Fengcseng      | Csianghszi     | 1 336 392       | 2830          | Hocsou körzet         |
| Kunsan         | Csiangszu      | 1 646 318       | 865           | Jüsan város           |
| Tajhszing      | Csiangszu      | 1 074 300       | 1253          | Csicsuan körzet       |
| Gongzhuling    | Csilin         | 1 093 314       | 4027          | Dongsan körzet        |
| Mejhokou       | Csilin         | 615 367         | 2175          | Hszinhua körzet       |
| Szujfenho      | Hejlungcsiang  | 132 315         | 427           | Suifenhe város        |
| Hancseng       | Senhszi        | 391 164         | 1591          | Hszincseng körzet     |
| Renhuaj        | Kujcsou        | 546 477         | 1789          | Jancsin körzet        |